# 沐鞏
沐鞏（1546年—1549年），黔宁王沐英八世孙，祖籍河南定遠（今安徽），明朝政治人物。

## 生平
沐朝辅之子，沐绍勋之孙。嘉靖二十六年（1547年）六月，沐朝辅卒，沐鞏四岁的哥哥沐融嗣黔國公。但是因为沐融年幼，沐鞏的叔叔沐朝弼被明世宗任命为都督佥事，代替侄子镇守云南府（今云南省昆明市）。嘉靖二十八年（1549年）六月沐融卒，年仅六岁，沐鞏继承黔國公爵位。沐朝弼不愿交权，与寡嫂幼侄关系紧张，沐绍勋之妻李氏请求皇帝送沐鞏和其母陈氏（1525年—1588年）到北京居住，沐鞏没有动身，就暴病夭折，沐朝弼得以袭爵。